# Luftbremse

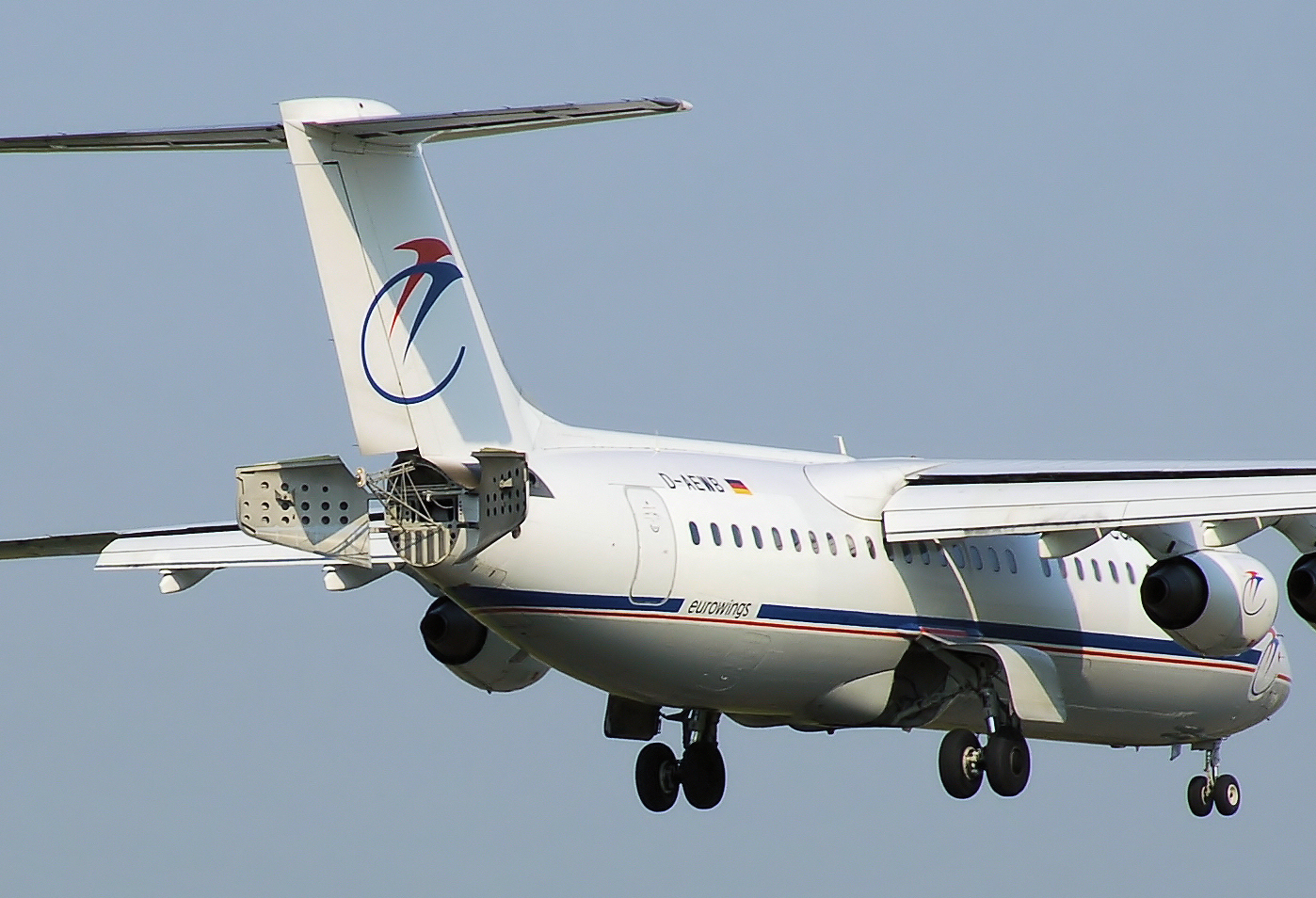
Eine BAe 146-300 der Eurowings mit als Luftbremse gespreiztem Heckkonus

Eine Luftbremse ist eine Komponente an einem Fahrzeug oder Flugzeug, deren Zweck darin besteht, das Objekt unter Zuhilfenahme des Luftwiderstandes abzubremsen oder im Fall von Flugzeugen Höhe abzubauen. Technisch gesehen wird durch die Luftbremse die Summe aus Bewegungsenergie und Lageenergie des Fahr- oder Flugzeuges reduziert.

## Prinzip
Luftbremsen funktionieren durch Erhöhung des Strömungswiderstandes oder – bei Flugzeugen – durch Verringerung des dynamischen Auftriebs.
Die von einer Luftbremse bewirkte Widerstandserhöhung kann durch Vergrößern der Stirnfläche und durch Erhöhen des cw-Wertes erfolgen. Hierdurch wird der parasitäre Widerstand vergrößert. Zur Verringerung des Auftriebs eines Flugzeuges werden gezielt Klappen (Störklappen, englisch Spoiler) an der Oberseite der Tragfläche ausgefahren, wodurch hinter den Luftbremsen die laminare Strömung an der Tragfläche abreißt, was den von den Tragflächen erzeugten Auftrieb erheblich verringert.

## Luftbremsen an Flugzeugen

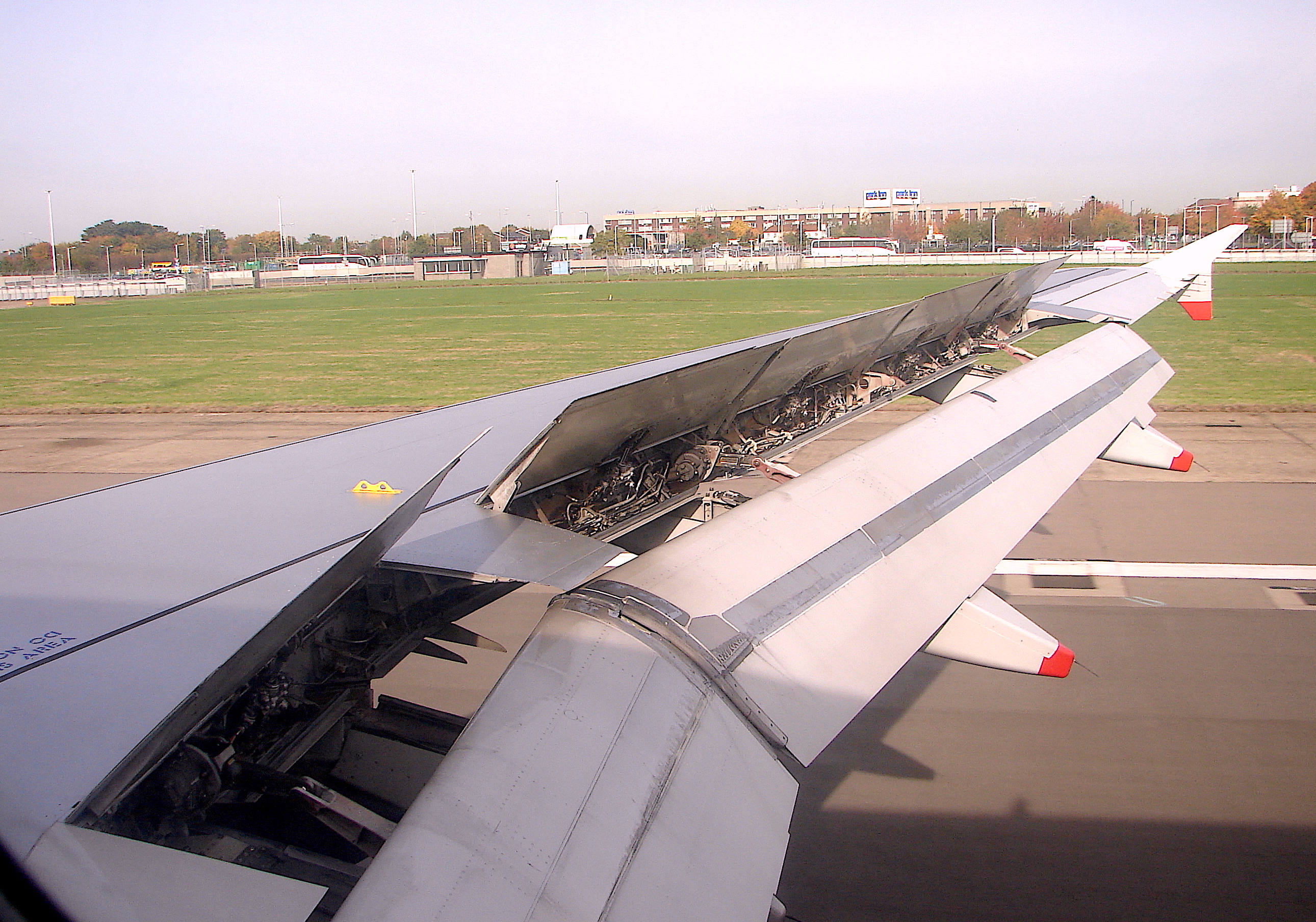
Nach oben ausgefahrene Störklappen (Spoiler) eines A320

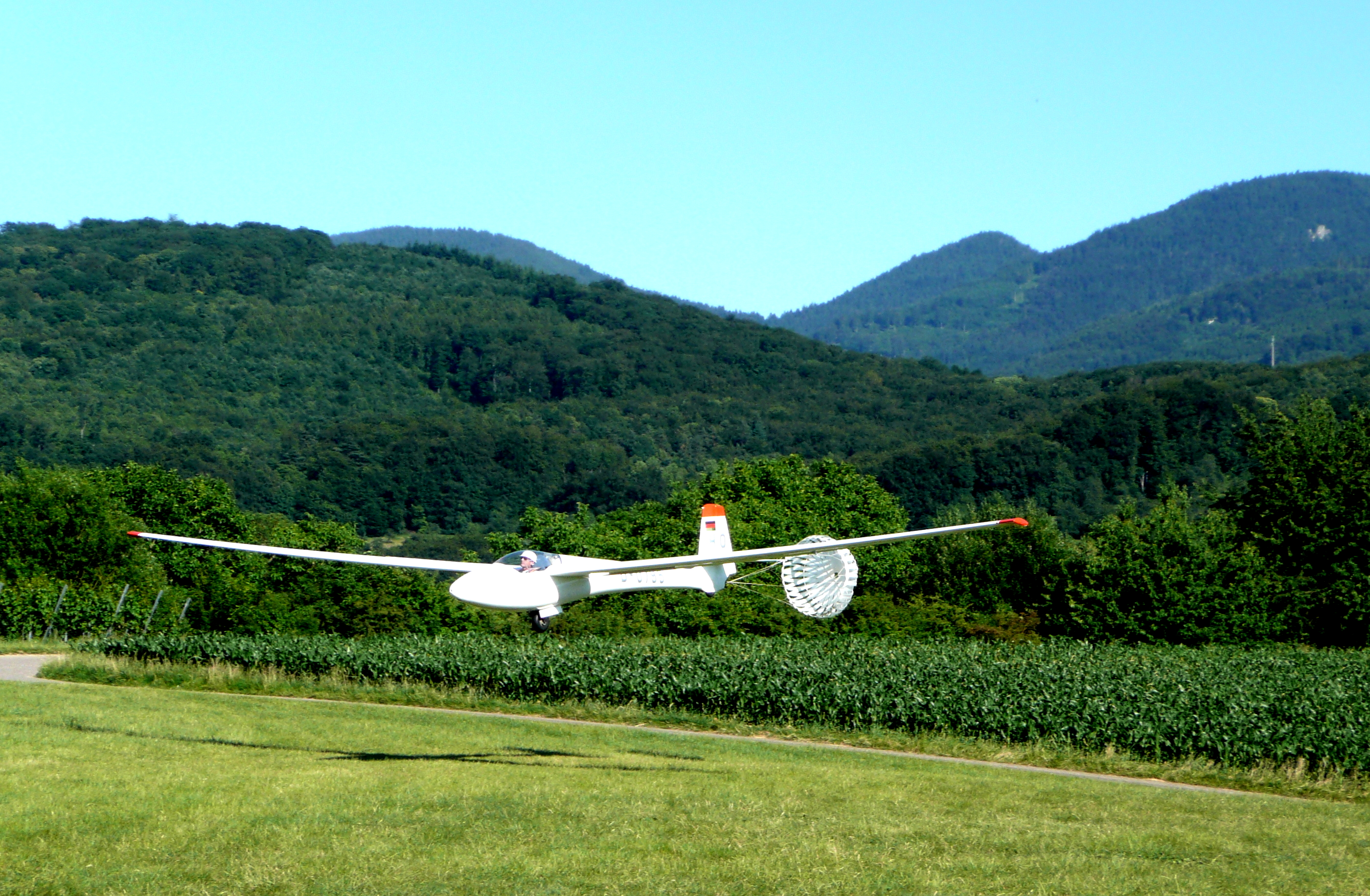
Glasflügel Libelle (H-301) mit Bremsschirm als Luftbremse

Luftbremsen werden bei Flugzeugen eingesetzt, um die Fluggeschwindigkeit zu verringern, die Sinkgeschwindigkeit zu erhöhen oder um die Ausrollstrecke bei der Landung zu verringern. Bei Militärflugzeugen wird die Luftbremse auch für taktische Manöver (z. B. Kobramanöver) angewendet oder um die Geschwindigkeit im Sturzflug zu verringern (Sturzflugbremse). 
An zivilen Flugzeugen werden meist Störklappen zum Zweck der Luftbremse eingesetzt. Sie stören im ausgefahrenen Zustand die Luftströmung am Tragflügel, reduzieren den Auftrieb und erzeugen Widerstand. Sie werden benutzt, um unerwünscht hohe Geschwindigkeiten zu vermeiden und, besonders bei der Landung, um die Sinkgeschwindigkeit zu erhöhen und die Gleitzahl zu verringern.
In fast allen Segelflugzeugtypen (Ausnahme z. B. Lo 100) werden Luftbremsen in Form von Störklappen als Landehilfe eingesetzt. Zivile Flugzeuge mit Strahltriebwerken haben hingegen Spoiler, eine Sonderform der Störklappen. Diese übernehmen zusätzlich zur Reduzierung der Geschwindigkeit meist auch eine Unterstützungsfunktion des Querruders beim Rollen des Flugzeugs.
Darüber hinaus existieren weitere konstruktive Ansätze von Luftbremsen wie Bremsschirme oder aus dem Rumpf ausfahrende Luftbremsen.
Weitere Möglichkeiten zum Einsatz einer Luftbremse ist das Ausfahren des Fahrwerks, wodurch sich der Luftwiderstand deutlich erhöht, was besonders im letzten Teil des Landeanflugs gezielt genutzt werden kann, sowie das volle Ausfahren der Landeklappen. Die Landeklappen haben eigentlich einen gegenteiligen Effekt, nämlich die Erhöhung des Auftriebs, doch bei vollem Ausfahren erhöht sich insbesondere der Luftwiderstand, sodass sie einen bremsenden Effekt haben. 
Auch spezielle Flugmanöver, insbesondere der Seitengleitflug, können genutzt werden, um das Flugzeug unter Zuhilfenahme des Luftwiderstandes zu bremsen.

## Luftbremsen an Autos
In seltenen Fällen werden Luftbremsen auch bei Landfahrzeugen verbaut, zum Beispiel im Mercedes 300 SLR und Bugatti Veyron 16.4 (dedizierte Luftbremse) und im Mercedes-Benz SLR McLaren (Heckspoiler als Luftbremse). Bei dem von 2011 bis 2014 produzierten McLaren MP4-12C fungiert der hochklappende Heckspoiler ebenfalls als Luftbremse.

## Luftbremsen an Zügen

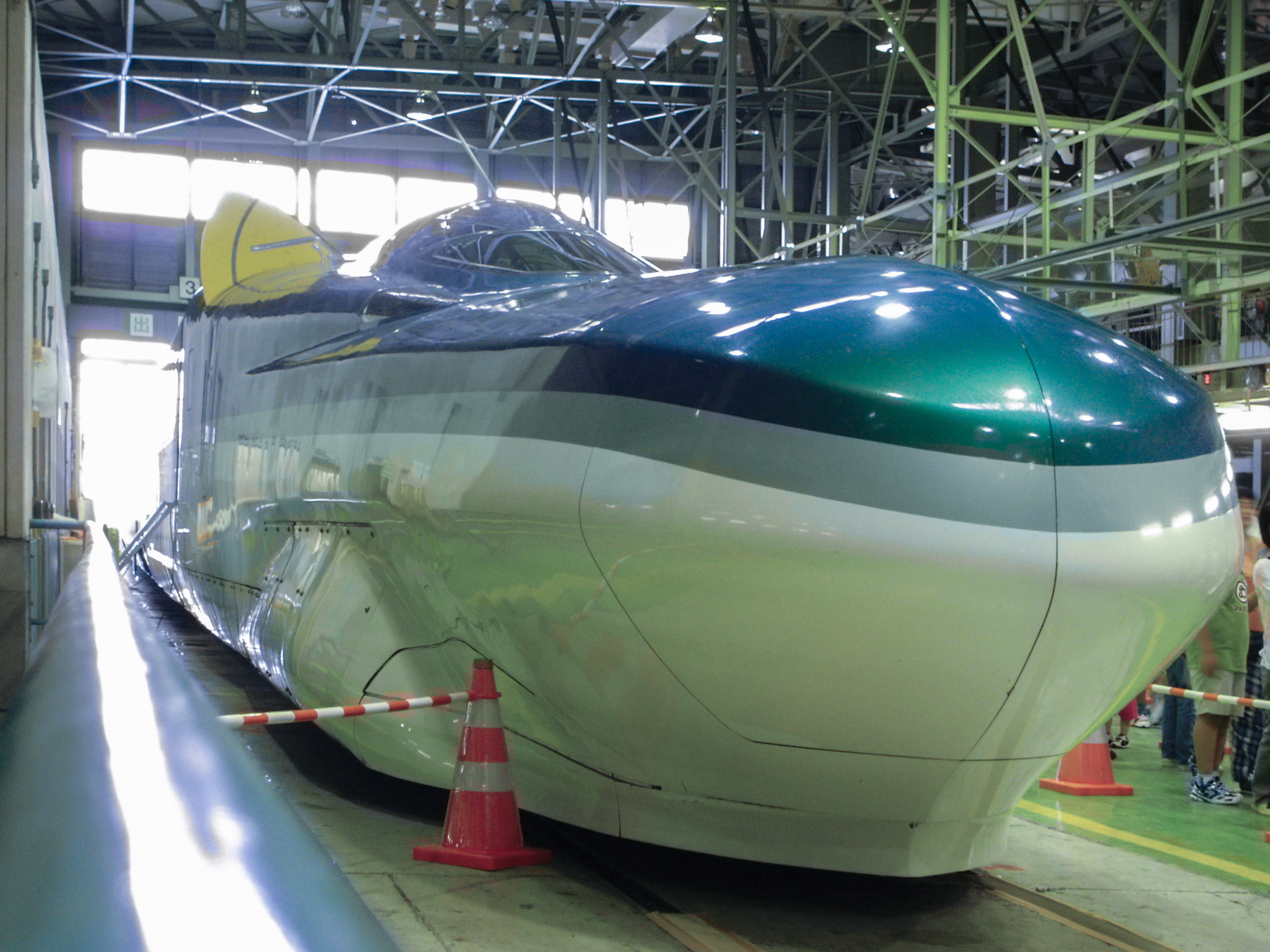
Hochgeschwindigkeitszug FASTECH 360 mit am Dach ausgeschwenkter Luftbremse (gelb)

Der japanische FASTECH 360, Prototyp der Hochgeschwindigkeitszug-Baureihe E5, besaß ein Notfallbremssystem mit Luftbremsen.